# Слівінський Григорій Ігорович
Григо́рій І́горович Сліві́нський — солдат Збройних сил України. У мирний час частина базується на території Житомирської області.

## Нагороди
31 жовтня 2014 року за особисту мужність і героїзм, виявлені у захисті державного суверенітету та територіальної цілісності України, вірність військовій присязі під час російсько-української війни, відзначений — нагороджений орденом «За мужність» III ступеня.